# 山田真夏斗
山田 真夏斗（やまだ まなと、2001年5月31日 - ）は、滋賀県甲賀市出身のプロサッカー選手。ポジションはミッドフィールダー（MF）。

## 来歴
3歳上の兄の影響で小学校2年の時にサッカーを始めた。SAGAWA SHIGA FOOTBALL ACADEMYを経て、進学した立正大学淞南高校では1年次から全国高校サッカー選手権に出場しており、次第に大会屈指の司令塔として注目を浴びることとなった。高校3年生の夏の時点で松本山雅FC入りが内定した。
2020年より、松本山雅FCへ正式加入。12月20日、シーズン最終戦の愛媛FC戦でアディショナルタイムから途中出場しプロデビュー。
2022年11月22日、松本山雅FCは契約満了と来季の契約を結ばないことを発表した。
2023年3月23日、オーストラリアのエルタム・レッドバックスFCへの加入が発表された。
2023年9月24日、現役引退

## 所属クラブ
- 大原SSS
- SAGAWA SHIGA FOOTBALL ACADEMY
- 立正大学淞南高等学校
- 2020年 - 2022年  松本山雅FC
- 2023年  エルタム・レッドバックスFC

## 個人成績
| 国内大会個人成績 | 国内大会個人成績 | 国内大会個人成績 | 国内大会個人成績 | 国内大会個人成績 | 国内大会個人成績 | 国内大会個人成績 | 国内大会個人成績 | 国内大会個人成績 | 国内大会個人成績 | 国内大会個人成績 | 国内大会個人成績 |
| 年度             | クラブ           | 背番号           | リーグ           | リーグ戦         | リーグ戦         | リーグ杯         | リーグ杯         | オープン杯       | オープン杯       | 期間通算         | 期間通算         |
| 年度             | クラブ           | 背番号           | リーグ           | 出場             | 得点             | 出場             | 得点             | 出場             | 得点             | 出場             | 得点             |
| 日本             | 日本             | 日本             | 日本             | リーグ戦         | リーグ戦         | リーグ杯         | リーグ杯         | 天皇杯           | 天皇杯           | 期間通算         | 期間通算         |
| ---------------- | ---------------- | ---------------- | ---------------- | ---------------- | ---------------- | ---------------- | ---------------- | ---------------- | ---------------- | ---------------- | ---------------- |
| 2020             | 松本             | 30               | J2               | 1                | 0                | -                | -                | -                | -                | 1                | 0                |
| 2021             | 松本             | 30               | J2               | 3                | 0                | -                | -                | 1                | 0                | 4                | 0                |
| 2022             | 松本             | 30               | J3               | 3                | 0                | -                | -                | 2                | 0                | 5                | 0                |
| 通算             | 日本             | 日本             | J2               | 4                | 0                | -                | -                | 1                | 0                | 5                | 0                |
| 通算             | 日本             | 日本             | J3               | 3                | 0                | -                | -                | 2                | 0                | 5                | 0                |
| 総通算           | 総通算           | 総通算           | 総通算           | 7                | 0                | -                | -                | 3                | 0                | 10               | 0                |